# Marco Fertonani
Marco Fertonani (Génova, Italia, 8 de julio de 1976) es un ciclista italiano.
Debutó como profesional en 2002 con el equipo Phonak.

## Palmarés
2004
- 1 etapa de la Vuelta al Lago Qinghai

2006
- 1 etapa de la Vuelta a Castilla y León[1]

## Resultados en Grandes Vueltas
| Carrera | Carrera         | 2002 | 2003 | 2004 | 2005 | 2006 | 2007 |
| ------- | --------------- | ---- | ---- | ---- | ---- | ---- | ---- |
|         | Giro de Italia  | —    | —    | 54.º | Ab.  | Ab.  | —    |
|         | Tour de Francia | —    | —    | —    | —    | —    | —    |
|         | Vuelta a España | —    | —    | —    | —    | —    | —    |

—: no participa

Ab.: abandono

## Equipos
- Phonak (2002-2004)
- Domina Vacance (2005)
- Caisse d'Epargne (2006-2007)
  - Caisse d'Epargne-Illes Balears (2006)
  - Casise d'Epargne (2007)